# Media Quarter Marx

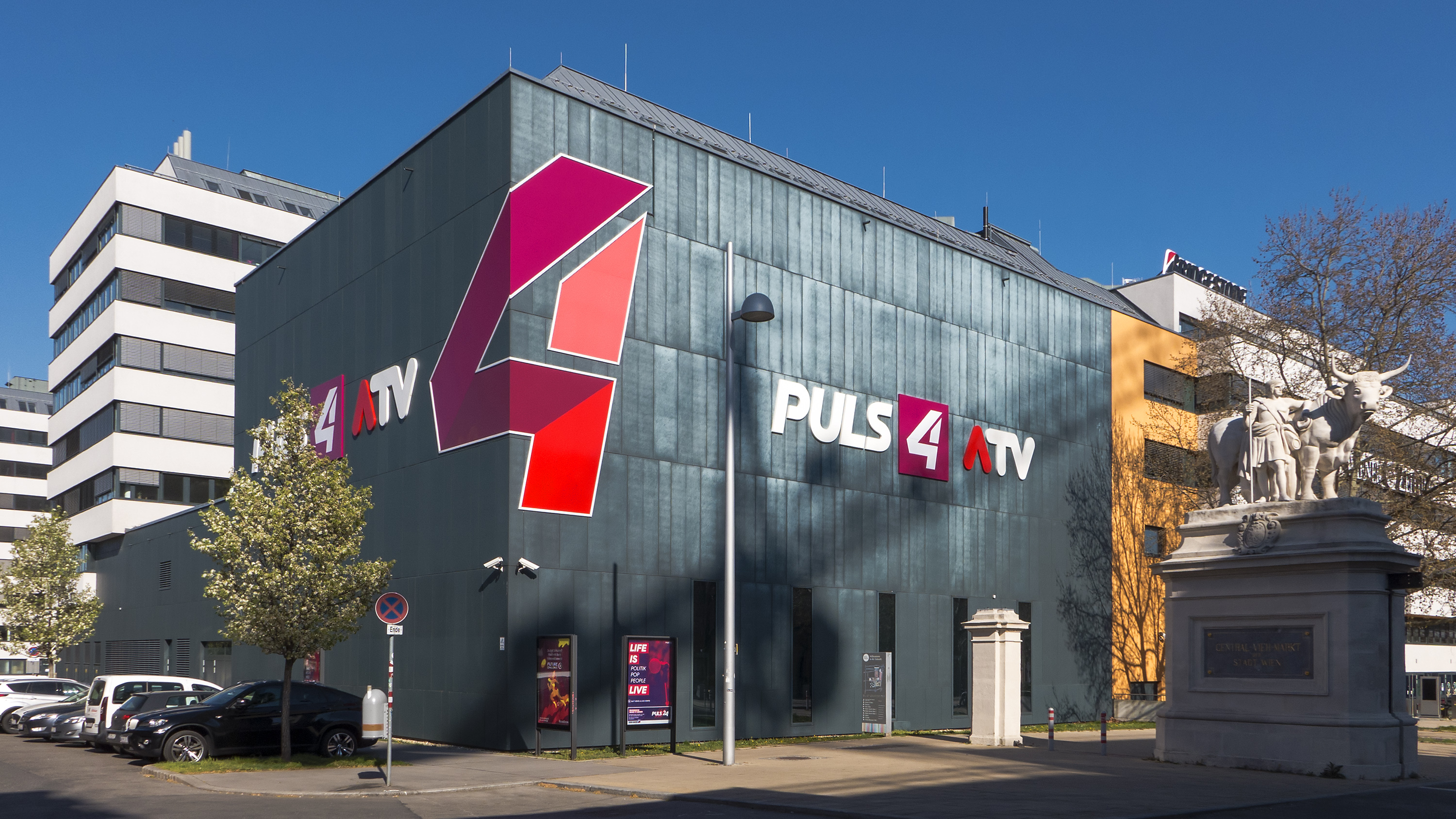
Redaktionsgebäude von Puls 4 im Media Quarter Marx

Das Media Quarter Marx ist ein Medienstandort für Unternehmen aus den Creative Industries und der Medienbranche in Wien. Er wird von der ZIT – Die Technologieagentur der Stadt Wien GmbH gemeinsam mit privaten Investoren entwickelt und befindet sich im Stadtteil Sankt Marx im 3. Bezirk Landstraße.

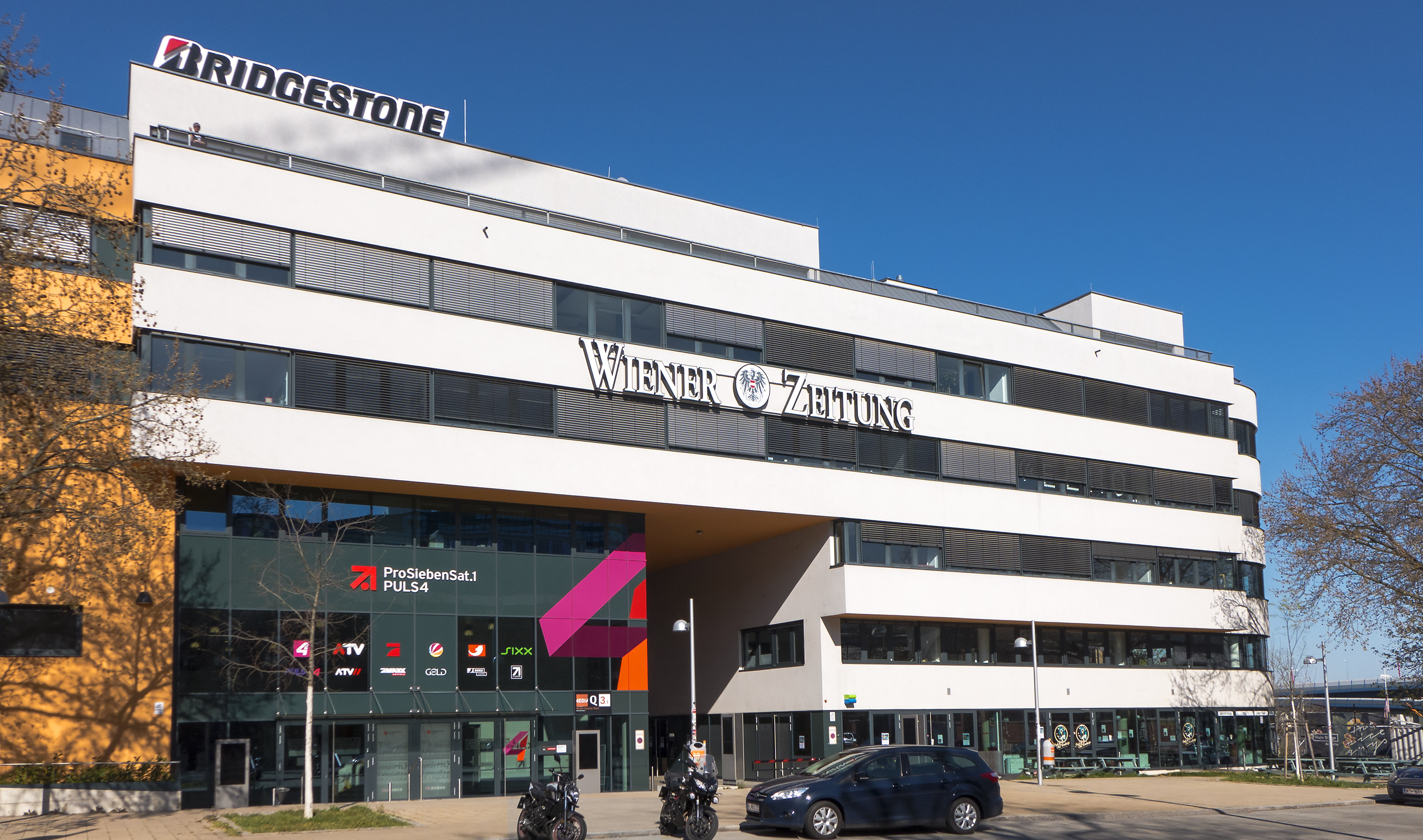
Redaktionsgebäude der Wiener Zeitung im Media Quarter Marx

Das Media Quarter Marx besteht aus insgesamt drei Gebäuden, zwei davon sind ehemalige Verwaltungsgebäude des ursprünglich in Sankt Marx beheimateten Schlachthofes, die saniert und revitalisiert wurden. In diesen beiden Backsteingebäuden (Media Quarter Marx 1 und 2) befinden sich rund 4000 m² Büro-, Produktions- und Eventflächen, wo unter anderem die Fernsehsendungen Willkommen Österreich und Gute Nacht Österreich aufgezeichnet werden. Die dritte Entwicklungsstufe mit dem Media Quarter Marx 3 wurde Ende 2011 abgeschlossen. Auf zusätzlichen 35.000 m² wurden Studio- und Postproduction-Flächen geschaffen.
Mieter sind etwa der gesamte Echo Medienhaus-Verlag und die Wiener Zeitung. Im August 2012 zog die ProSiebenSat.1 PULS 4 GmbH, welche neben den Sendern ProSieben Austria, SAT.1 Österreich, kabel eins austria und sixx Austria mit Puls 4 ein österreichisches TV-Vollprogramm sendet, in das Media Quarter Marx 3 ein.
Pläne des ORF, seine Studios am Rosenhügel zu verkaufen und in das Media Quarter zu verlegen, wurden 2014 wieder verworfen. Jedoch wurden die Studios bis 2018 abgerissen und die dort beheimatete Filmstadt Wien zog ins Media Quarter Marx um, während sich der ORF vollkommen auf das ORF-Zentrum beschränkt.